# Ulrich Schütte
Ulrich Schütte (* 9. Mai 1948 in Soest) ist ein deutscher Kunsthistoriker.

## Leben
Er studierte Kunstgeschichte, Pädagogik und politische Wissenschaft in Heidelberg. Nach der Promotion 1978 im Fach Kunstgeschichte an der Universität Heidelberg war er von 1989 bis 2017 Professor am Kunstgeschichtlichen Institut in Marburg (Schwerpunkt Architekturgeschichte und Architekturtheorie).
Seine Forschungsinteressen sind fürstlicher Schlossbau im Alten Reich, frühneuzeitliche Architekturtraktate und Fortifikationsarchitektur.